# Peter Kemp (Entdecker)
Peter Kemp († 21. April 1834 auf See zwischen den Kerguelen und Südafrika) war ein britischer Robbenjäger und Entdecker. Nach ihm ist das Kempland an der Ostküste des antarktischen Kontinents benannt.

## Entdeckung des Kemplands
Kemp stand im Dienst der Londoner Wal- und Robbenfanggesellschaft Daniel Bennett & Sons und führte für diese regelmäßig Fahrten in antarktische Gewässer durch. 1833 wurde ihm das Kommando über die 147-Tonnen-Schnau Magnet übertragen. Im Juli stach er mit 17 Mann Besatzung in Richtung der Kerguelen in See. Dort ließ er die Vorräte auffüllen und setzte die Reise am 26. November mit Kurs auf die antarktische Ostküste fort. Das Schiff kam rasch voran, und schon am nächsten Tag vermerkte er im Logbuch 180 Seemeilen südlich der Kerguelen Land. Möglicherweise handelte es sich dabei um die sonst erst 1853 entdeckte Insel Heard, wobei dies allerdings aufgrund der von Kemp notierten Schiffsposition an diesem Tag – über 120 Meilen von Heard entfernt – unwahrscheinlich erscheint. Kemp setzte den Südkurs fort und traf am 14. Dezember auf erstes Packeis. Am 26. Dezember sichtete er die Küste des Kemplands, konnte sich ihr jedoch aufgrund des dichten Eises nicht weiter nähern. Drei Tage später gab er den Befehl zur Rückkehr nach Kerguelen, wo die Mannschaft in den folgenden Monaten Jagd auf See-Elefanten machte. Am 23. März setzte die Magnet Segel in Richtung Südafrika. Auf der Überfahrt wurde Kemp am 21. April über Bord gespült und ertrank.